# Stanisław Miniewski
Stanisław Piotr Miniewski herbu Nieczuja (ur. 11 lutego 1889 w Warszawie, zm. 20 października 1966) – podpułkownik dyplomowany saperów Wojska Polskiego, kawaler Orderu Virtuti Militari.

## Życiorys
Urodził się 11 lutego 1889 w Warszawie, ówczesnej stolicy Królestwa Polskiego, w rodzinie Stanisława (1852–1931) i Marii z Rzempołuskich. Ukończył ośmioklasowe gimnazjum w Petersburgu i przez kolejny rok studiował matematykę na uniwersytecie. Następnie wstąpił do Nikołajewskiej Szkoły Inżynieryjnej w Zamku Michajłowskim w Petersburgu, którą ukończył w 1911 i został mianowany podporucznikiem saperów. 
Służył w 23 batalionie saperów (ros. 23-й саперный батальон) w Morszańsku i w jego szeregach walczył podczas I wojny światowej . W 1914 był dowódcą kompanii reflektorów, później został szefem łączności jednego z rosyjskich korpusów. 
W 1917 został przeniesiony do I Korpusu Polskiego w Rosji na stanowisko szefa inżynierii. W tym samym roku został skierowany na kurs w Nikołajewskiej Akademii Sztabu Generalnego w Petersburgu, a następnie wyjechał do Francji. Początkowo pełnił służbę w Francusko-Polskiej Misji Wojskowej, a później ukończył kurs we francuskiej Wyższej Szkole Wojennej i został przydzielony do sztabu III Korpusu na stanowisko szefa oddziału operacyjnego. Po przybyciu Armii Polskiej we Francji do Polski został przydzielony do Oddziału II Naczelnego Dowództwa Wojska Polskiego na stanowisko szefa wydziału w Biurze Ewidencyjnym. Później został w tym samym oddziale przesunięty na stanowisko szefa wydziału traktatowego. W czasie wojny z bolszewikami służył w sztabie 2 Armii na stanowisku szefa oddziału operacyjnego. 30 lipca 1920 został zatwierdzony z dniem 1 kwietnia 1920 w stopniu majora, w korpusie inżynierii i saperów, w grupie oficerów byłej armii generała Hallera. Pełnił wówczas służbę w dowództwie Frontu Południowo-Wschodniego. Następnie na stanowisku szefa sztabu 6 Dywizji Piechoty. Wyróżnił się w walkach pod Krasnem 5 września i w ataku na wzgórze Mogiła 15 września 1920.
1 czerwca 1921 w dalszym ciągu pełnił służbę w 6 Dywizji Piechoty, a jego oddziałem macierzystym był wówczas Oddział V Sztabu Generalnego. W latach 1921–1922 był słuchaczem I Kursu Doszkolenia Wyższej Szkoły Wojennej w Warszawie. 18 listopada 1921 ówczesny szef Sztabu Generalnego generał porucznik Władysław Sikorski sporządził wniosek na odznaczenie majora Miniewskiego orderem „Virtuti Militari”, w którym napisał: „jako szef Oddziału Operacyjnego Dowództwa 2 Armii przyczynił się wybitną i istotną współpracą do opracowania planu bojowego, który spowodował ostateczne powodzenie naszych sił w czasie odrzucenia bolszewików poza granicę Państwa w roku 1920”.
3 maja 1922 został zweryfikowany w stopniu podpułkownika ze starszeństwem z dniem 1 czerwca 1919 i 31. lokatą w korpusie oficerów inżynierii i saperów. 16 września 1922, po pomyślnym ukończeniu studiów, minister spraw wojskowych przyznał mu „pełne kwalifikacje do pełnienia służby na stanowiskach Sztabu Generalnego” i przydzielił do Wyższej Szkoły Wojennej na stanowisko asystenta. Po niespełna miesiącu (16 października) został przydzielony do Oddziału IV Sztabu Generalnego na stanowisko Wojskowego Komisarza Łączności (Wojskowego Komisarza Telegrafów i Telefonów), pozostając oficerem nadetatowym 5 pułku saperów w Krakowie. W maju 1927 został przeniesiony do 6 pułku saperów w Przemyślu na stanowisko dowódcy pułku. Wiosną 1929, po rozformowaniu pułku, został oddany do dyspozycji dowódcy Okręgu Korpusu Nr X, a z dniem 31 sierpnia tego roku przeniesiony w stan spoczynku. W 1933 mieszkał w Warszawie przy ul. Poznańskiej 22 m. 41. W 1934, jako oficer stanu spoczynku pozostawał w ewidencji Powiatowej Komendy Uzupełnień Warszawa Miasto III. Posiadał przydział do Oficerskiej Kadry Okręgowej Nr I. Był wówczas „przewidziany do użycia w czasie wojny”. W listopadzie 1944 pełnił służbę w Ministerstwie Obrony Narodowej w Londynie na stanowisku szefa Wydziału Wywiadu Obronnego.
Zmarł 20 października 1962 we Francji.
Był żonaty, dzieci nie miał.

## Ordery i odznaczenia
- Krzyż Srebrny Orderu Wojskowego Virtuti Militari nr 5234 – 28 lutego 1922[22][2][23][24]
- Krzyż Walecznych trzykrotnie[24]
- Medal Pamiątkowy za Wojnę 1918–1921[25]
- Medal Dziesięciolecia Odzyskanej Niepodległości[25]
- Krzyż Oficerski Orderu Korony Rumunii
- francuski Medal Pamiątkowy Wielkiej Wojny
- Medal Zwycięstwa
- Order Świętej Anny 2 stopnia z mieczami – 25 maja 1916[6]
- Order Świętego Stanisława 2 stopnia z mieczami[6]
- Order Świętej Anny 3 stopnia z mieczami i kokardą – 6 stycznia 1915[6]
- Order Świętego Stanisława 3 stopnia z mieczami i kokardą – 6 stycznia 1915[6]